# 中共川陝省蒼溪縣委舊址
中共川陝省蒼溪縣委舊址位於四川省廣元市蒼溪縣，文物遺址年代判定為1933年。2012年7月16日公佈為第八批四川省文物保護單位。
中共川陝省蒼溪縣委舊址位於四川省廣元市蒼溪縣文昌鎮社區居委會內。該舊址系四合院穿鬥式木構建築，共有房屋十四間。前殿和正殿面闊各五間。均長7.3米，進深4.6米。東西廂房面闊各兩間。均長7.3米，進深6米。西廂房第一間系李先念當年住過的地方。1983年，中共川陝省蒼溪縣委舊址被蒼溪縣人民政府公佈為縣級文物保護單位。